# Junta Democràtica d'Aragó
Junta Democràtica d'Aragó (JDA) fou un organisme unitari d'oposició al franquisme creat a Aragó el 7 de juny de 1975 per representants de Comissions Obreres, Comissions Camperoles, Dreta Democràtica Espanyola, Aliança Socialista d'Aragó, Partido Socialista Popular, Partit del Treball d'Espanya i Partit Comunista d'Espanya.
Va adoptar el programa de la Junta Democràtica d'Espanya, consistent en la reivindicació de les llibertats democràtiques, posant èmfasi en el dret a l'autonomia per a Aragó. Va llençar el Manifest de juliol de 1975 on analitzava la situació per la que travessava Aragó i recollia les seves principals reivindicacions. Pretenia ser un organisme de direcció política i d'organització de la lluita social, preconitzava la mobilització massiva popular en un procés de convergència política que desembocaria en la caiguda del franquisme. Va representar el moment àlgid de l'activitat de l'oposició en la regió, i a finals de 1975 es va unir amb la Plataforma Democràtica d'Aragó (PDA) per a formar la Coordinació Democràtica d'Aragó (CDA).